# Chuyến bay 152 của Garuda Indonesia
Chuyến bay 152 của Garuda Indonesia (GA152/GIA152) là chuyến bay chở khách nội địa Indonesia theo lịch trình từ sân bay quốc tế Soekarno-Hatta ở Jakarta đến sân bay quốc tế Polonia ở Medan, Bắc Sumatra, do Garuda Indonesia khai thác sử dụng máy bay Airbus A300B4-200. Vào thứ 6, ngày 26 tháng 9 năm 1997, chuyến bay 152, đang tiếp cận sân bay quốc tế Polonia, đã đâm vào một khu rừng cách Medan 30 dặm (tức 48 km) trong tầm nhìn thấp do khói mù Đông Nam Á 1997. Với 234 trường hợp tử vong, đây là thảm họa hàng không tồi tệ nhất trong lịch sử Indonesia, đứng trước chuyến bay 610 của Lion Air, rơi xuống biển Java ngày 29 tháng 10 năm 2018 làm 189 người thiệt mạng.

## Máy bay
Airbus A300B4-200 (đăng ký PK-GAI), thực hiện chuyến bay đầu tiên vào ngày 6 tháng 10 năm 1982 và được giao cho Garuda vào ngày 16 tháng 11 năm 1982. Chiếc A300B4 này là một loại được chỉnh sửa cho 2 phi công và không cần đến kỹ sư máy bay.

## Tai nạn
Khoảng 13 giờ chiều, các kiểm soát viên không lưu ở Medan đã cho chuyến bay 152 cho cách tiếp cận sân bay Polonia, vào đường băng 05 từ tiêu đề hiện tại là 316 độ. Cơ trưởng Rahmo Wiyogo (42 tuổi), một phi công với hơn 20 năm kinh nghiệm cho hãng Garuda và hơn 12.000 giờ bay, cơ phó Tata Zuwaldi, một cựu kỹ sư máy bay mới được nâng cấp lên phi công.
2 phút trước khi va chạm, phi hành đoàn được yêu cầu rẽ trái, tới 215 độ và hạ xuống 2000 ft. 13 rưỡi chiều, ATC Medan chỉ đạo chuyến bay rẽ phải về hướng 046 để hạ cánh xuống đường băng 05, và yêu cầu phi hành đoàn báo cáo hướng đi của máy bay. Các kiểm soát viên không lưu sau đó trở nên bối rối không biết họ đang nói chuyện với máy bay nào, vì một chuyến bay khác là "Chuyến bay 152 của Merpati Nusantara Airlines" cũng ở trong khu vực vào thời điểm đó.

Trở lại GIA152, không có chế độ xem cập nhật liên tục về hướng của chuyến bay, ATC nghĩ rằng máy bay đang tiếp tục rẽ trái, khi nó thực sự rẽ phải và vào địa hình cao. Trong thời gian này, GIA152 hạ xuống 2.000 ft do cơ trưởng Wiyogo nhập sai độ cao 1500 ft. Các phi công đã không nhận thấy điều này do tầm nhìn kém từ khói mù Đông Nam Á 1997. Ngay trước khi kết thúc, máy ghi âm buồng lái đã phát âm thanh cánh phải máy bay đập vào cây, sau đó là tiếng la hét từ các phi công, họ hét lên bằng tiếng Ả Rập: "Ahhhhhhh, Allahu Akbar !" (tạm dịch: Thượng đế vĩ đại). Máy bay đã rơi xuống khu rừng lúc 13:34 chiều, giết chết tất cả 234 người trên máy bay.

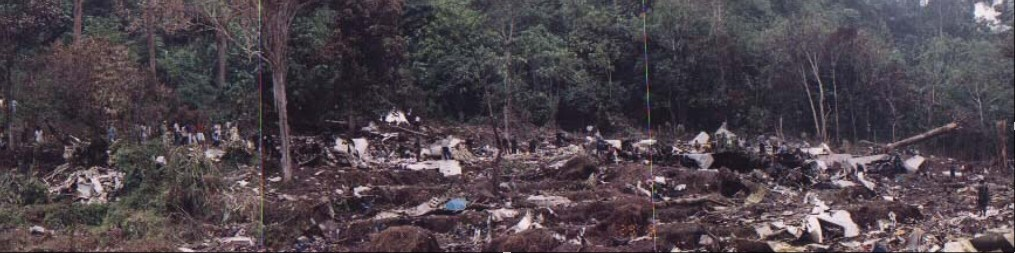
Hiện trường vụ tai nạn
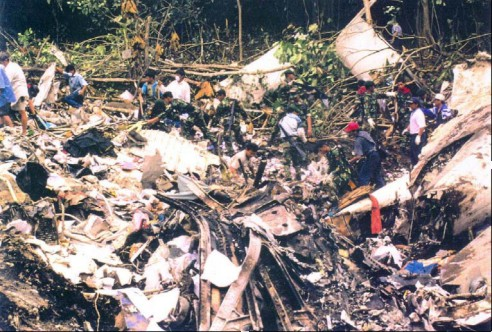
Một góc khác của chiếc máy bay xấu số, cho thấy thân máy bay phía sau bị phá hủy

## Hành khách
Các hành khách chủ yếu là người Indonesia, với 6 người Nhật, 4 người Đức, 3 người Đài Loan, 2 người Mỹ, 2 người Anh, 2 người Canada, 1 người Úc, 1 người Bỉ, 1 người Hà Lan, 1 người Pháp, 1 người Ý, 1 người Malaysia và 1 người Thụy Điển.
| Quốc gia  | Hành khách | Phi hành đoàn | Tất cả |
| --------- | ---------- | ------------- | ------ |
| Indonesia | 198        | 12            | 210    |
| Nhật Bản  | 6          | 0             | 6      |
| Đức       | 4          | 0             | 4      |
| Đài Loan  | 3          | 0             | 3      |
| Canada    | 2          | 0             | 2      |
| Hoa Kỳ    | 2          | 0             | 2      |
| Anh Quốc  | 2          | 0             | 2      |
| Pháp      | 1          | 0             | 1      |
| Ý         | 1          | 0             | 1      |
| Malaysia  | 1          | 0             | 1      |
| Hà Lan    | 1          | 0             | 1      |
| Úc        | 1          | 0             | 1      |
| Thụy Điển | 1          | 0             | 1      |
| Bỉ        | 1          | 0             | 1      |
| Tất cả    | 222        | 12            | 234    |

### Hành khách nhận định và không nhận định
48 thi thể sau vụ tai nạn không bao giờ được xác định danh tính và được chôn cất trong một ngôi mộ tập thể trong một nghĩa trang bên ngoài sân bay Polonia của Polan, nơi 61 nạn nhân trong vụ tai nạn Garuda Fokker năm 1979 cũng chôn cất ngay tại đó. 186 thi thể còn lại đã được xác định và trao trả cho gia đình để họ chôn cất tư nhân.

### Hành khách đáng chú ý
Một trong những hành khách thiệt mạng trong vụ tai nạn là doanh nhân người Singapore Yanto Tonoto (1955-1997), em trai của Sukanto Tanoto.

## Về sau
Sau vụ tai nạn, Garuda vẫn sử dụng số hiệu 152, nhưng sử dụng trên tuyến Jakarta - Bantam do máy bay Boeing 737-800 khai thác.
Đội máy bay ATR 72-600 của Garuda sử dụng số đăng ký tương tự như đội máy bay A300 trước đây của hãng, nghĩa là PK-GAI đăng ký đã được chuyển cho ATR 72-600 hiện đang hoạt động.

## Mô phỏng
Chuyến bay 152 của Garuda Indonesia - Mô phỏng tai nạn: https://www.youtube.com/watch?v=4Vfv1lI716g

## Kênh truyền hình
Vụ tai nạn đã truyền cảm hứng trong tập 5, mùa 17 của Mayday (Air Crash Investigation). Tập phim có tiêu đề "Lethal Turn" (tạm dịch: Bước ngoặt)